# Regola del pollice

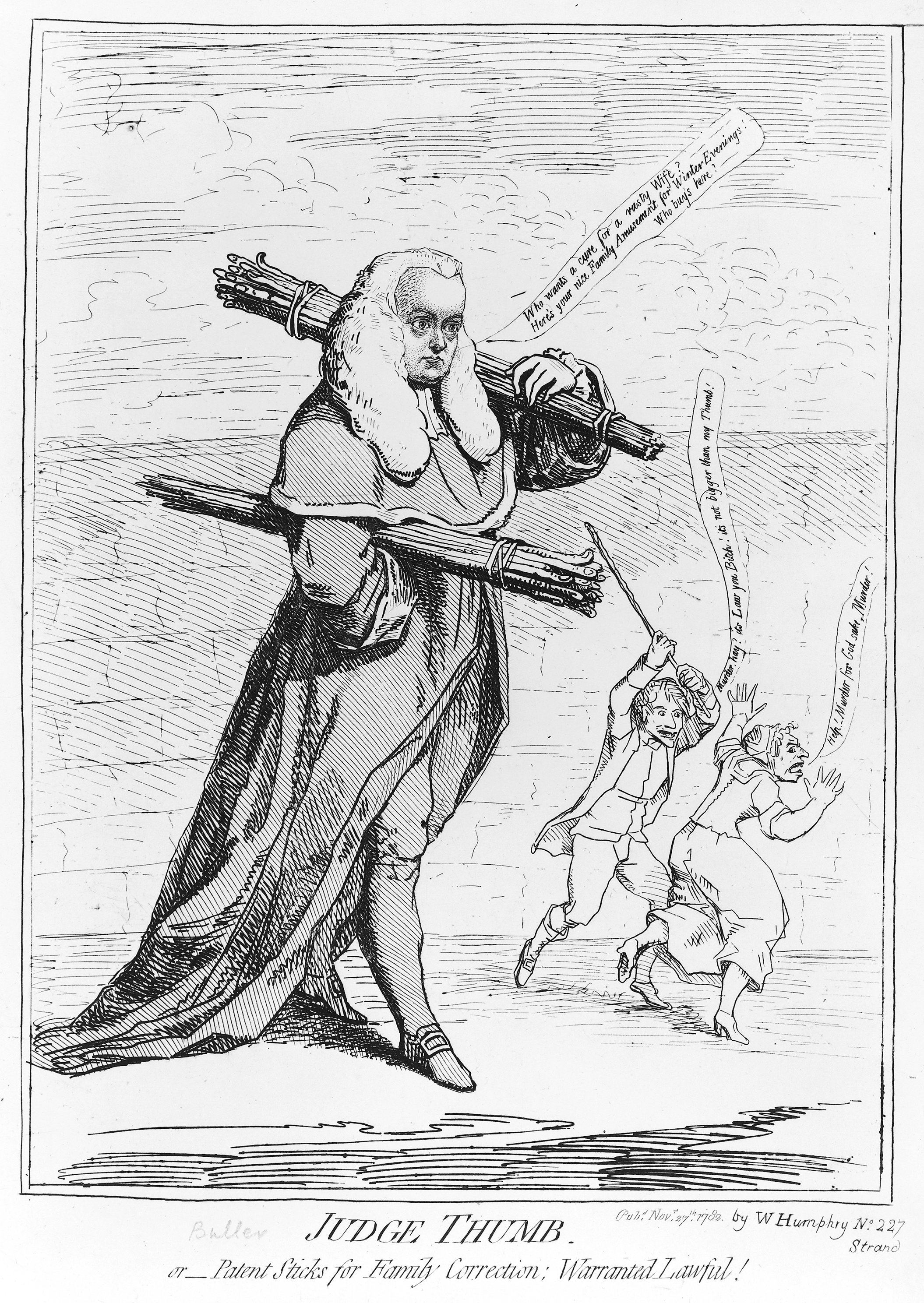
Vignetta sul giudice Sir Francis Buller, venditore ambulante di bacchette a forma di pollice, per picchiare a norma di legge una moglie cattiva ("nasty woman"). Sullo sfondo, un uomo intento a usarne una su sua moglie : "È la legge: non è più grande del mio pollice!"

Regola del pollice è un modo di dire italiano che deriva dall'inglese rule of thumb. Viene spesso usato in ambito matematico, economico e informatico per indicare una linea guida o un principio, spesso dedotto dall'esperienza, indicato come valido nella maggior parte dei casi.
Questo utilizzo della frase può essere fatto risalire al 17° secolo ed è stato associato a vari mestieri in cui le quantità venivano misurate in base alla larghezza o alla lunghezza di un pollice.

## Origine
Spesso l'origine viene erroneamente attribuita ad una vecchia legge secondo la quale non era ammesso picchiare la propria moglie con un oggetto più largo del proprio pollice. Altri sostengono che possa derivare dall'abitudine di inserire un dito (spesso il pollice) all'interno del mosto per valutare la temperatura e decidere il momento in cui inserire il lievito per produrre la birra.